# Incubazione (rito)
L'incubazione è una pratica magico-religiosa che consiste nel dormire in un'area sacra allo scopo di sperimentare in sogno rivelazioni sul futuro (oniromanzia) oppure di ricevere cure o benedizioni di vario tipo.

## Storia

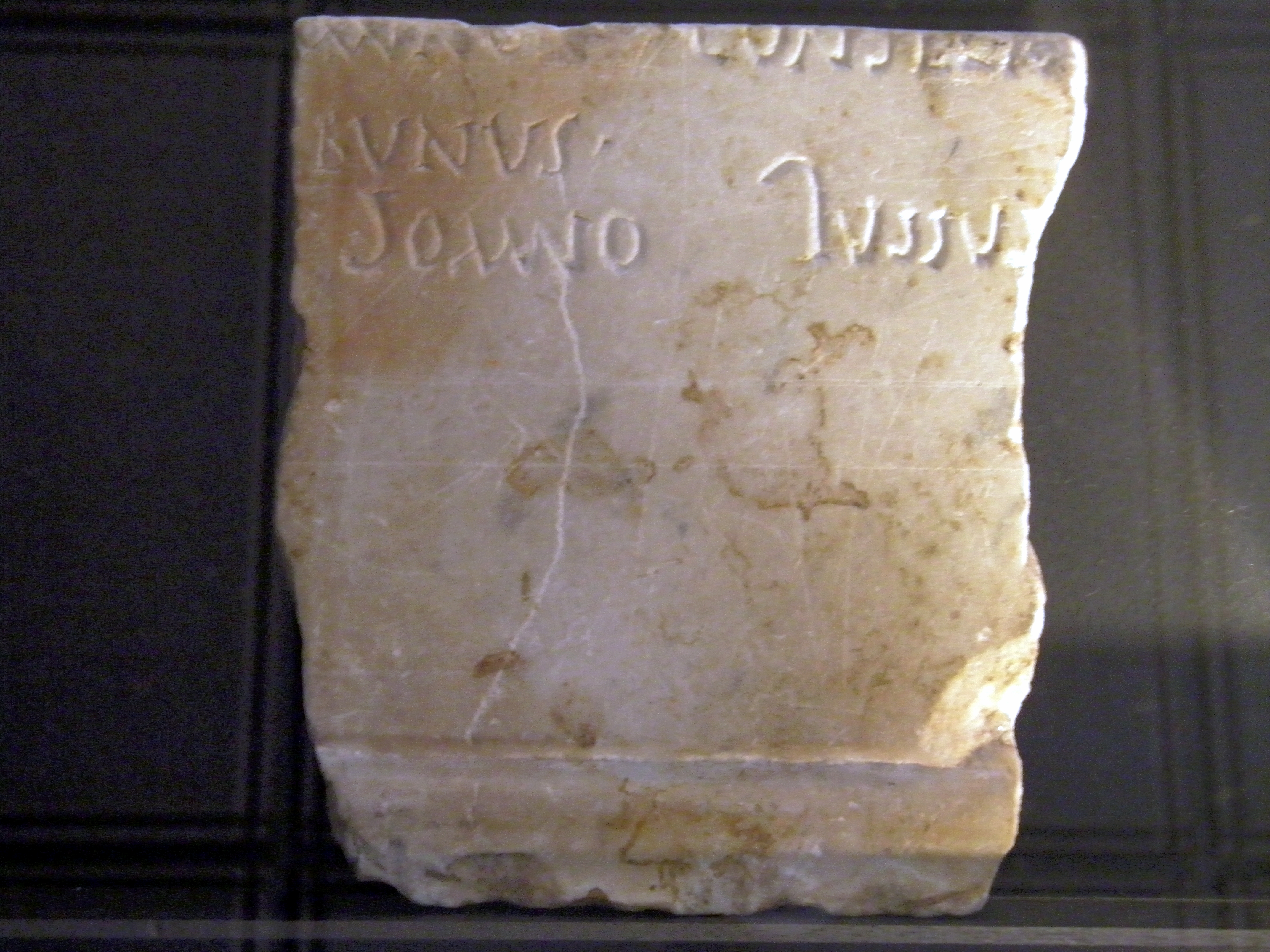
Iscrizione interpretata come attestazione del rito dell'incubazione (somno jussu) su marmo rinvenuto nella città di Grand (Francia)

Rituali di incubazione si conoscono già in epoca sumerica. Questa pratica richiedeva che un sognatore scendesse in un luogo sacro sotterraneo, dormisse una notte sognando e andasse da un interprete a raccontare il sogno, che di solito rivelava una profezia.
Nell'antica Grecia, l'incubazione veniva praticata dai membri del culto di Asclepio e le offerte votive ritrovate nei suoi centri di culto ad Epidauro, Pergamo e Roma attestano l'efficacia del rito. L'incubazione venne adottata da certe sette cristiane  ed è tuttora in uso in pochi monasteri greci.
In Nordafrica la pratica dell'incubazione, estremamente antica (è segnalata già da Erodoto), è tuttora molto vivace. Essa si pratica soprattutto presso le sepolture dei familiari o di qualche santo o marabutto. Il termine che la designa più di frequente è asensi (dal verbo ens "passare la notte").